# The Life Pursuit
The Life Pursuit är ett album av Belle and Sebastian. Albumet släpptes i Europa den 6 februari 2006 av Rough Trade Records och i Nordamerika den 7 februari 2006 av Matador Records.

## Låtlista
1. "Act of the Apostle" – 2:55
2. "Another Sunny Day" – 4:04
3. "White Collar Boy" – 3:20
4. "The Blues Are Still Blue" – 4:08
5. "Dress Up in You" – 4:23
6. "Sukie in the Graveyard" – 3:00
7. "We Are the Sleepyheads" – 3:33
8. "Song for Sunshine" – 4:06
9. "Funny Little Frog" – 3:08
10. "To Be Myself Completely" – 3:17
11. "Act of the Apostle II" – 4:20
12. "For the Price of a Cup of Tea" – 3:19
13. "Mornington Crescent" – 5:40

## Listplaceringar
| Lista          | Placering |
| -------------- | --------- |
| Australien     | 48        |
| Finland        | 25        |
| Kanada         | 47        |
| Schweiz        | 56        |
| Storbritannien | 8         |
| Sverige        | 20        |
| Tyskland       | 35        |
| USA            | 65        |
| Österrike      | 60        |